# デヴィッド・ウィアー (サッカー選手)
デイヴィッド・ギレスピー・ウィアー（David Gillespie Weir, 1970年5月10日 - ）は、スコットランド・フォルカーク出身の元同国代表サッカー選手、現サッカー指導者。現役時代のポジションはDF（センターバック）。

## 来歴
2013年6月10日にフットボールリーグ1のシェフィールド・ユナイテッドFCに監督として招聘され、自身にとって初めてクラブの指揮を執ることとなった。

## 代表歴

### 出場大会
- スコットランド代表
  - 1998 FIFAワールドカップ

### 試合数
- 国際Aマッチ 68試合 1得点（1997年-2010年）[2]

| スコットランド代表 | 国際Aマッチ | 国際Aマッチ |
| 年                 | 出場        | 得点        |
| ------------------ | ----------- | ----------- |
| 1997               | 3           | 0           |
| 1998               | 6           | 0           |
| 1999               | 10          | 0           |
| 2000               | 5           | 0           |
| 2001               | 6           | 1           |
| 2002               | 6           | 0           |
| 2003               | 0           | 0           |
| 2004               | 0           | 0           |
| 2005               | 8           | 0           |
| 2006               | 7           | 0           |
| 2007               | 9           | 0           |
| 2008               | 2           | 0           |
| 2009               | 2           | 0           |
| 2010               | 4           | 0           |
| 通算               | 68          | 1           |

## タイトル

### クラブ
フォルカーク
- SFLファースト・ディヴィジョン（英語版）: 1993-94
- スコティッシュ・チャレンジカップ: 1993

ハーツ
- スコティッシュ・カップ : 1998

レンジャーズ
- スコティッシュ・プレミアリーグ : 2008-09, 2009-10, 2010-11
- スコティッシュ・カップ : 2008, 2009
- スコティッシュリーグカップ : 2008, 2010, 2011

### 代表
スコットランド
- キリン・カップ : 2006

### 個人
- SFWA年間最優秀選手 : 2010
- SPL年間最優秀選手 : 2010
- SPL月間最優秀選手 : 2010.2